# Coppa Intercontinentale 1992 (hockey su pista)
La Coppa Intercontinentale 1992 è stata la 5ª edizione dell'omonima competizione di hockey su pista riservata alle squadre di club. Il torneo ha avuto luogo dal 23 al 26 marzo 1992. Il trofeo è stato vinto dal Barcelos per la prima volta nella sua storia.

## Squadre partecipanti
| Nazione    | Club        | Qualificazione                                      | Partecipazioni precedenti (il grassetto indica la vittoria) |
| ---------- | ----------- | --------------------------------------------------- | ----------------------------------------------------------- |
| Brasile    | Sertãozinho | Detentore del South American Club Championship 1991 | 1983                                                        |
| Portogallo | Barcelos    | Detentore della Coppa dei Campioni 1990-1991        | Esordiente                                                  |

## Risultati
| Sertãozinho 23 marzo 1992 Finale di andata | Sertãozinho | 1 – 2 | Barcelos |  |

| Sertãozinho 26 marzo 1992 Finale di ritorno | Barcelos | 7 – 3 | Sertãozinho |  |